# Колледжове
Колледжове (итал. Collegiove) — коммуна в Италии, располагается в регионе Лацио, в провинции Риети.
Население составляет 179 человек (2008 г.), плотность населения составляет 17 чел./км². Занимает площадь 11 км². Почтовый индекс — 2020. Телефонный код — 0765.

## Демография
Динамика населения:

## Администрация коммуны
- Официальный сайт: